# Quận Traill, North Dakota
Quận Traill là một quận thuộc tiểu bang Bắc Dakota, Hoa Kỳ. Quận lỵ đóng ở Hillsboro6. Quận được đặt tên theo Catharine Parr Traill. Dân số theo điều tra năm 2010 của Cục điều tra dân số Hoa Kỳ là 8121 người.

## Địa lý
Theo Cục điều tra dân số Hoa Kỳ, quận này có diện tích 2235 km2, trong đó có 2km2 là diện tích mặt nước.